# Älgsjön (Tisselskogs socken, Dalsland)
Älgsjön är en sjö i Bengtsfors kommun i Dalsland och ingår i Göta älvs huvudavrinningsområde. Sjön har en area på 0,173 kvadratkilometer och ligger 120,1 meter över havet.

## Delavrinningsområde
Älgsjön ingår i det delavrinningsområde (654122-130225) som SMHI kallar för Mynnar i 653991-130339. Medelhöjden är 164 meter över havet och ytan är 5,87 kvadratkilometer. Det finns inga avrinningsområden uppströms utan avrinningsområdet är högsta punkten. Vattendraget som avvattnar avrinningsområdet har biflödesordning 4, vilket innebär att vattnet flödar genom totalt 4 vattendrag innan det når havet efter 185 kilometer. Avrinningsområdet består mestadels av skog (89 procent). Avrinningsområdet har 0,17 kvadratkilometer vattenytor vilket ger det en sjöprocent på 2,9 procent.